# Trigonella
Trigonella es un género de plantas de la familia Fabaceae. La principal especie conocida de este género es el fenogreco. Comprende 308 especies descritas y de estas, solo 95 aceptadas.

## Descripción
Son hierbas anuales. Hoja pinnadamente trifolioladas, foliolos generalmente dentados; estípulas adnadas al pecíolo. La inflorescencia es axilar solitaria o una cabeza, o pico o corto racimo. Brácteas diminutas, bractéolas ausentes. Dientes del cáliz iguales o desiguales. Corola de color amarillo, azul o púrpura, libre del tubo estaminal, caduco. Estambres diadelfos, 9 + 1 o monadelfos, anteras uniforme. Las frutas lineales o rectangulares, en forma de arco recto o, dehiscente por una sutura o indehiscente.

## Taxonomía
El género fue descrito por Carlos Linneo y publicado en Species Plantarum 2: 776. 1753. La especie tipo es: Trigonella foenum-graecum L.
Etimología
Trigonella: nombre genérico que deriva de un diminutivo del término latíno trigonum que significa "triángulo o de tres picos", en referencia a la corola de una de las especies.

## Especies aceptadas
A continuación se brinda un listado de las especies del género Trigonella aceptadas hasta abril de 2015, ordenadas alfabéticamente. Para cada una se indica el nombre binomial seguido del autor, abreviado según las convenciones y usos.	
- Trigonella adscendens (Nevski) Afan. & Gontsch.
- Trigonella afghanica Vassilcz.
- Trigonella anguina Delile
- Trigonella aphanoneura Rech.f.
- Trigonella arabica Delile
- Trigonella aristata (Vassilcz.) Sojak
- Trigonella astroides Fisch. & C.A.Mey.
- Trigonella badachschanica Afan.
- Trigonella balachowskyi Leredde
- Trigonella balansae Boiss. & Reut.
- Trigonella berythea Boiss. & Blanche
- Trigonella bicolor (Boiss. & Balansa) Lassen
- Trigonella cachemiriana Cambess.
- Trigonella caelesyriaca Boiss.
- Trigonella caerulea (L.) Ser.
- Trigonella calliceras Fisch.
- Trigonella cancellata Desf.
- Trigonella capitata Boiss.
- Trigonella cariensis Boiss.
- Trigonella cedretorum Vassilcz.
- Trigonella coerulescens (M.Bieb.) Halacsy
- Trigonella corniculata Sibth. & Sm.
- Trigonella cretica (L.) Boiss.
- Trigonella cylindracea Desv.
- Trigonella dasycarpa (Ser.) Vassilcz.
- Trigonella edelbergii (Sirj. & Rech.f.) Rech.f.
- Trigonella elliptica Boiss.
- Trigonella emodi Benth.
- Trigonella esculenta  Willd.
- Trigonella falcata Balf.f.
- Trigonella filipes Boiss.
- Trigonella fimbriata Benth.
- Trigonella foenum-graecum L.
- Trigonella freitagii Vassilcz.
- Trigonella geminiflora Bunge
- Trigonella gharuensis Rech.f.
- Trigonella glabra Thunb.
- Trigonella gladiata M.Bieb.
- Trigonella gontscharovii Vassilcz.
- Trigonella gracilis  Benth.
- Trigonella graeca (Boiss. & Spruner) Boiss.
- Trigonella grandiflora Bunge
- Trigonella griffithii Boiss.
- Trigonella hamosa Del. ex Smith
- Trigonella heratensis Rech.f.
- Trigonella ionantha Rech.f.
- Trigonella iskanderi Vassilcz.
- Trigonella kafirniganica Vassilcz.
- Trigonella koeiei Sirj. & Rech.f.
- Trigonella korovinii Vassilcz.
- Trigonella kotschyi Benth.
- Trigonella laciniata L.
- Trigonella latialata (Bornm.) Vassilcz.
- Trigonella laxiflora Aitch. & Baker
- Trigonella laxissima Vassilcz.
- Trigonella lilacina Boiss.
- Trigonella linczevskii Vassilcz.
- Trigonella lipskyi Sirj.
- Trigonella lunata Boiss.
- Trigonella macroglochin Durieu
- Trigonella marco-poloi Vassilcz.
- Trigonella maritima Poir.
- Trigonella media Delile
- Trigonella obcordata Benth.
- Trigonella occulta Ser.
- Trigonella ornithopodioides (L.) Lam. & DC.
- Trigonella pamirica Boriss.
- Trigonella podlechii Vassilcz.
- Trigonella podperae (Sirj.) Vassilcz.
- Trigonella popovii Korovin
- Trigonella procumbens (Besser) Rchb.
- Trigonella pycnotricha Rech.f.
- Trigonella ramosissima Meffert
- Trigonella rechingeri Sirj.
- Trigonella salangensis Vassilcz.
- Trigonella schischkinii Vassilcz.
- Trigonella siunica Vassilcz.
- Trigonella smyrnaea Boiss.
- Trigonella spicata Sm.
- Trigonella spinosa L.
- Trigonella spruneriana Boiss.
- Trigonella squarrosa Vassilcz.
- Trigonella stellata Forssk.
- Trigonella stenocarpa Rech.f.
- Trigonella strangulata Boiss.
- Trigonella suavissima Lindl.
- Trigonella subenervis Rech.f.
- Trigonella teheranica (Bornm.) Grossh.
- Trigonella tianschanica Vassilcz.
- Trigonella turkmena Popov
- Trigonella uncinata Banks & Sol.
- Trigonella velutina Boiss.
- Trigonella verae Sirj.
- Trigonella xeromorpha Rech.f.
- Trigonella zaprjagaevii Afan. & Gontsch.